# 小行星1095
小行星1095（1095 Tulipa）是一颗围绕太阳公转的小行星。1926年4月14日，卡爾·威廉·萊茵姆特在海德堡发现了此天体。
該小行星以鬱金香命名。
这颗小行星的绝对星等为10.45等。